# Bartłomiej Bodio

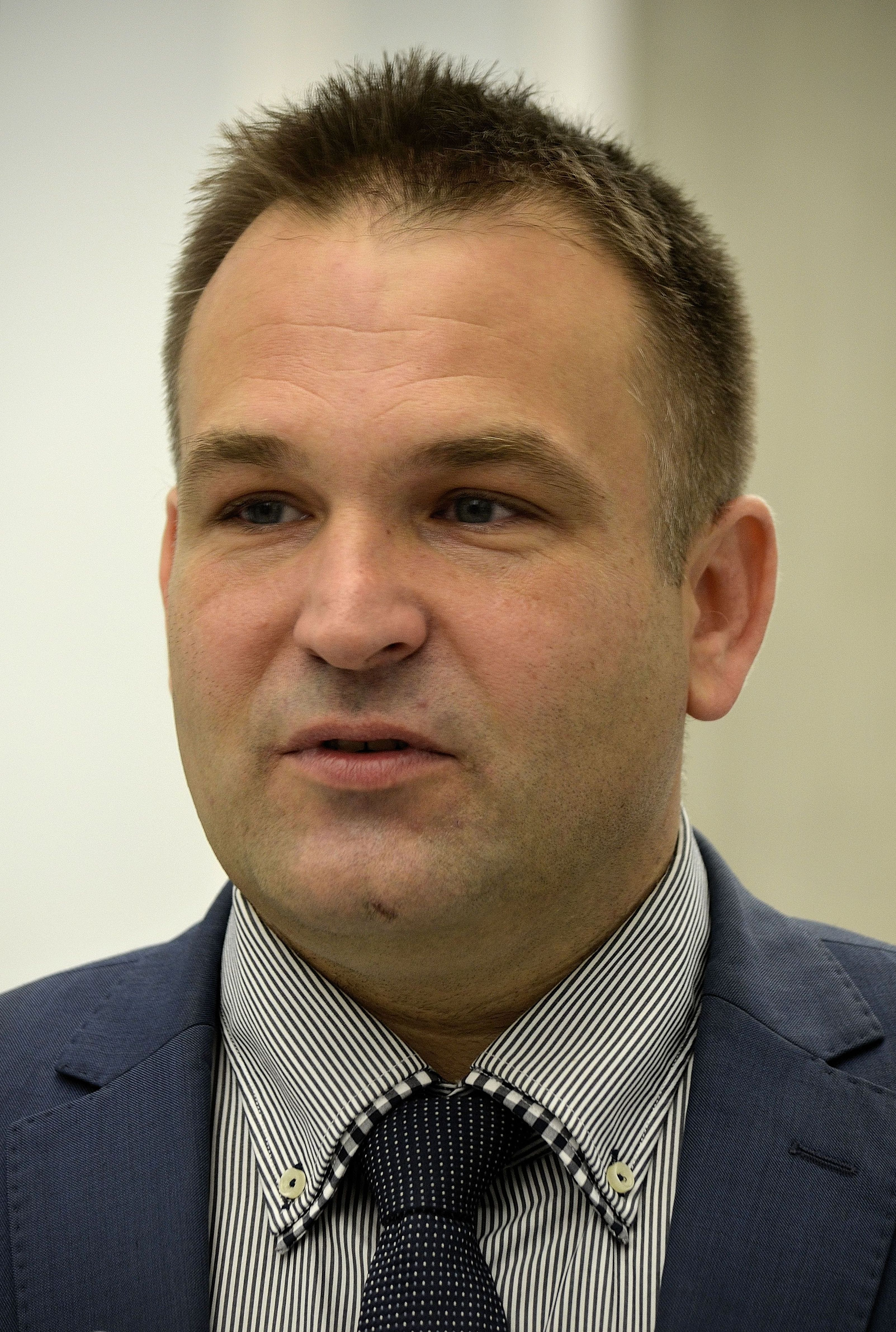
Bartłomiej Bodio (2015)

Bartłomiej Jarosław Bodio (* 24. August 1972 in Katowice) ist ein polnischer Politiker der Ruch Palikota (Palikot-Bewegung).
Bodio absolvierte ein Promotionsstudium an der Handelshochschule Warschau (SGH) am Kollegium für Management und Finanzen. Vom 12. Februar 2004 bis zum 25. Juli 2009 war er Vorstandsvorsitzender der Cateringgesellschaft LCS am Flughafen Katowice und ist Vorsitzender des Vorstandes der vier Kapitalgruppen Grand Gastro, Granell Cafee, OZON group und O2 cleaning. Bei den Parlamentswahlen 2001 wurde er im Wahlkreis 18 Siedlce mit 8.740 Stimmen in den Sejm gewählt.
Bartłomiej Bodio ist verheiratet und hat zwei Kinder.